# Jessica Bernett
Jessica Bernett, bürgerlich Jessica Meyer-Jaci (* 24. September 1978 in Wiesbaden) ist eine deutsche Schriftstellerin. Sie schreibt und veröffentlicht vor allem im Genre Fantasy und Historische Romane. Unter dem Pseudonym J. T. Sheridan veröffentlicht sie Liebesromane.

## Leben
Nach dem Abitur verbrachte Jessica Bernett einige Zeit als Au-pair in England. Anschließend studierte sie u. a. Anglistik und Komparatistik – ohne Abschluss. Nach einer Ausbildung zur Rechtsanwalts- und Notarfachangestellten in Frankfurt an Main kehrte sie zurück an die Johannes Gutenberg-Universität in Mainz, um Filmwissenschaft und Mittlere und Neuere Geschichte zu studieren.
Im Jahr 2013 veröffentlichte sie ihren ersten Fantasy-Roman mit dem Titel "Alantua". Mit der Reihe "Elayne" widmet sie sich einer Neuinterpretation der Sage um König Artus und des Heiligen Grals.

## Werke

### Jessica Bernett
- "Elayne-Rabenschwur" (Historische Fantasy), Sternensand Verlag, Oktober 2021
- Kurzgeschichte „Mittwinterrabe“ in: Weihnachtsstern & Winterglitzern, Sternensand Verlag, Dezember 2020
- „Gawain-Lichtfalke“ (Historische Fantasy), Sternensand Verlag, April 2020
- Kurzgeschichte „Schattenherz“ (Gewinner des Kurzgeschichtenwettbewerbs von Robert Corvus)[2], BookRix Verlag, April 2019
- „Elayne-Rabenherz“ (Historische Fantasy), Sternensand Verlag, März 2019
- „Elayne-Rabenkind“ (Historische Fantasy), Sternensand Verlag, März 2018
- „Alantua“ (High Fantasy), BookRix Verlag, Dezember 2013
- Kurzgeschichte „Drachenkrypta“, BookRix Verlag, August 2013

### J. T. Sheridan
- "Shadow Hearts - Serie" (Vampirserie, 8 Folgen), be-ebooks, 2021–2022
- „Legal Love“ – Reihe (Liebesromane, 4 Bände), be-ebooks, 2019–2021